# البطولة الوطنية المجرية للسيدات 1964
البطولة الوطنية المجرية للسيدات 1964 (بالمجرية: 1964-es magyar női kézilabda-bajnokság) هو موسم من البطولة الوطنية المجرية للسيدات. فاز فيه Budapesti Spartacus SC (women's handball) ‏.